# Station La Fontaine
Station La Fontaine is een spoorwegstation in de Franse gemeente Wavrin.